# Test de dépistage de drogue

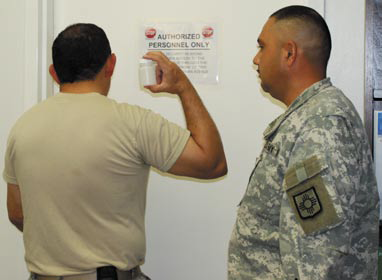
Test de dépistage de la drogue

Le test de dépistage de drogue existe en trois principaux types : le test de dépistage urinaire, le test de dépistage salivaire et le test capillaire
Le test de dépistage urinaire peut prendre la forme d'une bandelette toute simple à immerger dans un échantillon d'urine, d'un boîtier contenant une bandelette réactive à immerger dans un échantillon d'urine ou d'une cassette sur laquelle sont déposées quelques gouttes d'urine grâce à une pipette.
Le test de dépistage salivaire est composé d'un boîtier de test (boîtier intégré ou test de type cassette) et d'un bâtonnet ouaté permettant la collecte de salive.
Ces tests sont fondés sur un procédé immuno-chromatographique permettant d'obtenir des résultats sous forme visuelle (apparition ou non de bandes colorées).
En 2004, le prix d'un test salivaire était d'environ 8 556 euros.
Depuis 2008, les prix ont grandement diminué puisque leurs coûts de productions sont maintenant d'une vingtaine d'euros.

## Période de détection
Le tableau suivant donne approximativement les périodes de détection pour chaque substance, en fonction du type de test. Les durées peuvent varier en fonction de la quantité, de la fréquence de la consommation, du métabolisme, du poids, de l'âge, de l'état de santé du consommateur.
Pour plus de facilité, la période de détection des métabolites est incorporé avec leur drogue respective dans le tableau. Par exemple, l'héroïne et la cocaïne ne peuvent être détectées que quelques heures après leur consommation, mais leur métabolites peuvent être détectés plusieurs jours après dans l'urine. Dans ce cas, c'est la période de détection la plus longue (celle des métabolites) qui apparait dans le tableau.
- Note 1 : les tests effectués sur la salive sont identiques à ceux réalisés dans le sang, à l'exception du THC. Un test salivaire permet de détecter une drogue de façon très précoce (dès quelques minutes après consommation).
- Note 2 : l'urine ne pouvant détecter une consommation très récente de drogues, il faut un minimum de six à huit heures entre la consommation et la réalisation du test urinaire pour que la détection soit possible. Pour les cheveux, le minimum est de deux semaines et pour la sueur de sept jours.

| Substance                                | Urine                                                                            | Cheveux          | Sang          |
| ---------------------------------------- | -------------------------------------------------------------------------------- | ---------------- | ------------- |
| Alcool                                   | 6-12 heures, plusieurs jours pour le métabolite Éthylglucuronide (EtG)           | 12 heures        |               |
| Amphétamines (exception méthamphétamine) | 2 à 4 jours                                                                      | jusqu'à 90 jours | 12 heures     |
| Méthamphétamine                          | 2 à 5 jours                                                                      | jusqu'à 90 jours | 24 heures     |
| Barbiturique (exception phénobarbital)   | 2 à 5 jours                                                                      | jusqu'à 90 jours | 1 à 2 jours   |
| Phénobarbital                            | 7 à 14 jours                                                                     | jusqu'à 90 jours | 4 à 7 jours   |
| Benzodiazépine                           | 1 à 5 semaines                                                                   | jusqu'à 90 jours | 6 à 48 heures |
| Cannabis                                 | 1 à 72 jours (1 à 3 jours si consommation isolée, et jusqu'à 72 jours autrement) | jusqu'à 90 jours | 24 heures     |
| Cocaïne                                  | 2 à 4 jours                                                                      | jusqu'à 90 jours | 24 heures     |
| Codéine                                  | 2 à 4 jours                                                                      | jusqu'à 90 jours | 12 heures     |
| Cotinine (un dérivé de la nicotine)      | 2 à 4 jours                                                                      | jusqu'à 90 jours | 2 à 4 jours   |
| Morphine                                 | 2 à 3 jours                                                                      | jusqu'à 90 jours | 6 heures      |
| Héroïne                                  | 2 à 3 jours                                                                      | jusqu'à 90 jours | 6 heures      |
| LSD                                      | 2 à 24 heures                                                                    | inconnu          | 0 à 3 heures  |
| PCP                                      | 5 à 60 jours                                                                     | jusqu'à 90 jours | 24 heures     |

## Évolution de l'utilisation du test salivaire
Depuis août 2001, le test salivaire est utilisé pour détecter une présence de drogue, chez les conducteurs étant impliqués dans un accident mortel ou en cas d'attitude suspecte au volant.
L'évolution technologique du test salivaire, permet dorénavant aux forces de l'ordre de contrôler rapidement un conducteur.
L'arrêté de juillet 2008, instauré par Michèle Alliot-Marie, ministre de l'Intérieur, stipule que le test salivaire peut être pratiqué sur tout usager de la route qui présente des signes de consommation de drogue. Cette nouvelle application du test salivaire vise à protéger les conducteurs et à renforcer la sécurité routière.
Depuis Août 2016, les services de gendarmerie français sont équipés de kits de dépistage de stupéfiants beaucoup plus efficaces et précis qu’auparavant pour les contrôles routiers. Ces nouveaux tests peuvent identifier 4 groupes de drogues : cannabis, cocaïne, héroïne et amphétamine. L’intérêt de ces tests est leur rapidité : ils peuvent déclarer positif un usager en quelques minutes seulement.